# Bílí Jihoafričané
Bílí Jihoafričané jsou obyvatelé Jihoafrické republiky pocházející z jakékoli bílé etnické skupiny z Evropy a částí Blízkého východu. V lingvistických, kulturních a historických ohledech se obecně dělí na afrikánsky hovořící potomky původních osadníků Sjednocené východoindické společnosti, známých jako Afrikánci nebo Búrové (zejména potomci nizozemských, německých a francouzských osadníků), a anglofonní potomky převážně britských kolonistů. V roce 2016 bylo 58 % rodilých mluvčích afrikánštiny, 40 % rodilých mluvčích angličtiny a 2 % používalo jiný mateřský jazyk jako například portugalštinu nebo němčinu. Bílí Jihoafričané jsou zdaleka nejpočetnější skupinou s evropským původem v Africe a od ostatních se výrazně liší, kupříkladu Afrikánci si zde vytvořili vlastní jazyk a kulturu.

## Historie

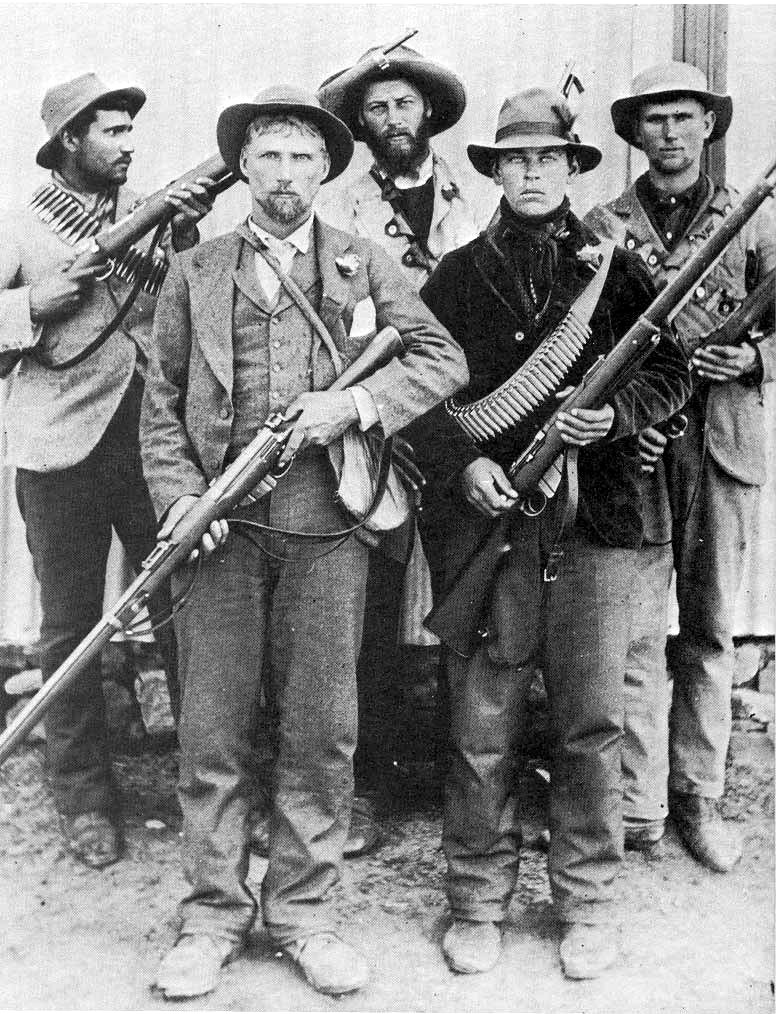
Búrští bojovníci za druhé búrské války

Počátek evropské kolonizace Jižní Afriky začal v roce 1652 osidlováním Mysu Dobré Naděje holandskou Východoindickou společností vedenou Janem van Riebeeckem. Navzdory velké převaze kolonistů z Nizozemska sem přicházelo velké množství francouzských hugenotů, kteří utíkali před perzekucí z Evropy a německých vojáků nebo námořníků, kteří se vraceli z Asie. Kolonie zůstala pod nizozemskou nadvládou další dvě století, poté byla v roce 1806 anektována Velkou Británií. Tehdy byla Jižní Afrika domovem asi 26 tisíc Evropanů, z nichž relativní většinu tvořili Nizozemci. Nicméně už v roce 1818 do kolonie přicházely tisíce britských imigrantů. V 30. letech 19. století asi pětina bílých obyvatel kapské kolonie migrovala do jihoafrického vnitrozemí a zde zakládala vlastní státy. Tato migrace je nazývána Velký trek. Nicméně v Kapsku evropská populace dále narůstala a v roce 1865 populace dosáhla čísla 182 tisíc. Mezi lety 1880 až 1910 zde byl zaznamenám příliv Východoevropanů, zejména Židů z Pobaltí.
Příchod evropských kolonistů měl nicméně katastrofální dopad pro původní obyvatele tohoto území, zejména skupiny Khoisanů. V rámci holandské kolonizace byla jejich populace zotročena a zdecimována, a to jak vojensky, tak nechtěně dovezenými pravými neštovicemi. Mezi lety 1904 a 1907 pak v rámci německé kolonizace dokonce docházelo k cílené genocidě těchto skupin. Odhaduje se, že v důsledku těchto událostí zahynulo až 10 000 Khoikhoiů, polovina celé tehdejší populace.
První celostátní sčítání lidu v Jihoafrické republice v roce 1911 zaznamenalo, že bílá populace v Jižní Africe čítala 1,2 milionu osob, v roce 1936 to byly 2 miliony a v roce 1946 2,4 miliony.
V rámci britské dekolonizace byla Jižní Afrika na úkor původních obyvatel předána tamním bělochů, přestože tvořili zhruba jen jednu pětinu tamního obyvatelstva, kteří zde roku 1948 nastolili rasově segregovaný apartheid. V roce 1950 byl zaveden tzv. zákon o registraci populace (Population Registration Act), v rámci něhož byl každý občan přiřazen k jedné ze tří „ras“. Rasa se definovala podle fyzických kritérií (barva kůže, vzhled těla, hlavy a dokonce i vlasů) a sociálních kritérií (podle stravovacích návyků nebo příjmení). Jednou z těchto „ras“ byli i bílí Jihoafričané, kteří byli z hlediska apartheidních zákonů nejvýše postavení a oproti ostatním čerpali značné výhody a privilegia, která se promítala do sociálních, pracovních i majetkových práv, například formou cíleného zabírání farm vlastněných nebělochy. Stát v tomto období začal přijímat desítky tisíc imigrantů z různých států Evropy, jako například z Německa, Itálie, Nizozemska, Řecka. V polovině 70. let 20. století šlo například o bílé obyvatele z portugalských kolonií. V roce 1965 se počet jihoafrických bělochů zvýšil na 3,4 miliony, v roce 1973 4 miliony a vrchol přišel v roce 1990 s počtem 5 044 000.
Počet bílých Jihoafričanů v jejich domovské zemi začal mezi lety 1990 a prvním desetiletím nového tisíciletí postupně klesat v důsledku zvýšené emigrace.
V současnosti jsou bílí Jihoafričané také považováni za poslední významnou bílou populační skupinu evropských předků, která na africkém kontinentu zbyla, částečně kvůli hromadnému exodu kolonialistů z většiny ostatních afrických států během dekolonizace. Bílí nadále hrají roli v jihoafrickém hospodářství a napříč politickým spektrem. Současný počet bílých Jihoafričanů není přesně znám, protože nebyl zaznamenán žádným nedávným sčítáním lidu, ačkoli celkové procento až 9 % populace od prvních nerasových voleb v zemi 1994 představuje pokles, a to jak číselně, tak proporcionálně. Zhruba necelý milion bílých Jihoafričanů žije také jako pracovníci (expatriáti) v zahraničí, což tvoří většinu odlivu mozků z Jihoafrické republiky.

## Demografie
| 0–20% 20–40% 40–60% | 60–80% 80–100% |

| Bílí Jihoafričané a rodný jazyk | Bílí Jihoafričané a rodný jazyk | Bílí Jihoafričané a rodný jazyk | Bílí Jihoafričané a rodný jazyk | Bílí Jihoafričané a rodný jazyk |
| ------------------------------- | ------------------------------- | ------------------------------- | ------------------------------- | ------------------------------- |
| Jazyk                           |                                 |                                 | Procent                         |                                 |
| afrikánština                    | afrikánština                    |                                 | 61 %                            | 61 %                            |
| angličtina                      | angličtina                      |                                 | 36 %                            | 36 %                            |

Bílí Jihoafričané jako podíl na celkové populaci
0–20%
20–40%
40–60%
60–80%
80–100%

Statistické sčítání lidu v Jižní Africe 2011 ukázalo, že zde žilo asi 4 586 838 bělochů, což představuje 8,9% populace země. Od sčítání lidu z roku 2001 jde o 6,8% nárůst. Podle sčítání lidu 2011 je jihoafrická angličtina prvním jazykem pro skupinu 36% bílé populace a afrikánština je prvním jazykem pro 61% bílé populace. Většina bílých Jihoafričanů se identifikuje primárně jako Jihoafričané, bez ohledu na jejich první jazyk nebo původ.

### Náboženství
| Náboženství mezi bílými Jihoafričany | Náboženství mezi bílými Jihoafričany | Náboženství mezi bílými Jihoafričany | Náboženství mezi bílými Jihoafričany | Náboženství mezi bílými Jihoafričany |
| ------------------------------------ | ------------------------------------ | ------------------------------------ | ------------------------------------ | ------------------------------------ |
| Víra                                 |                                      |                                      | Procent                              |                                      |
| Křesťanství                          | Křesťanství                          |                                      | 87 %                                 | 87 %                                 |
| Bez vyznání                          | Bez vyznání                          |                                      | 9 %                                  | 9 %                                  |
| Ostatní                              | Ostatní                              |                                      | 3 %                                  | 3 %                                  |
| Judaismus                            | Judaismus                            |                                      | 1 %                                  | 1 %                                  |

Přibližně 87% bílých Jihoafričanů se hlásí ke křesťanství, 9% je bez vyznání a 1% židé. Největší křesťanskou denominací je nizozemská reformovaná církev (NGK), jejíž členy je 23% bílé populace. Dalšími významnými denominacemi jsou metodisté (8%), římskokatolická církev (7%) a anglikáni (6%).

### Migrace
Mnoho bílých Afričanů evropského původu se přistěhovalo do Jižní Afriky z jiných částí kontinentu kvůli politickým nebo ekonomickým nepokojům v jejich domovských zemích. Během sedmdesátých a osmdesátých let emigrovaly do Jižní Afriky tisíce portugalských osadníků z Mosambiku a Angoly a bělochů ze Zimbabwe. Převážná většina evropské migrace však souvisela s historickou kolonizací regionu (některé migrují za účelem využití zdrojů, nerostů a dalších lukrativních prvků nalezených v Jižní Africe, jiné pro lepší život a zemědělské příležitosti bez mnoha omezení v nově kolonizovaných zemích).
Mnoho bílých Jihoafričanů mezitím v posledních dvou desetiletích emigrovalo do západních zemí, zejména do těch anglicky mluvících jako je Spojené království, Irsko, Kanada, Austrálie, Nový Zéland nebo USA. Usadili se i v dalších státech jako Nizozemsko, Belgie, Španělsko, Francie, Argentina, Izrael a Brazílie. Finanční krize však zpomalila míru emigrace a ke květnu 2014 je odhadováno, že se v posledním desetiletí vrátilo přibližně 340 000 bílých Jihoafričanů.

### Rozmístění
|  | <1 /km² 1–3 /km² 3–10 /km² 10–30 /km² 30–100 /km² | 100–300 /km² 300–1000 /km² 1000–3000 /km² >3000 /km² |

Hustota osídlení bílé jihoafrické populace.
<1 /km²
1–3 /km²
3–10 /km²
10–30 /km²
30–100 /km²
100–300 /km²
300–1000 /km²
1000–3000 /km²
>3000 /km²

Jazykové rozdělení bělochů na mapě z roku 2001

Podle statistik Jihoafrické republiky tvoří bílí Jihoafričané 8,9% (sčítání lidu 2011) z celkové populace v Jihoafrické republice. Jejich skutečný poměrný podíl v obcích bude pravděpodobně vyšší, vzhledem k podpočtu při sčítání lidu z roku 2001.
Následující tabulka ukazuje rozdělení bílých lidí podle provincií podle sčítání lidu z roku 2011:
| Provincie               | Bílá pop. (2001) | Bílá pop. (2011) | % provincie (2001) | % provincie (2011) | změna 2001–2011 | % celkem bílých (2011) |
| ----------------------- | ---------------- | ---------------- | ------------------ | ------------------ | --------------- | ---------------------- |
| Východní Kapsko         | 305 837          | 310 450          | 4,9                | 4,7                | -0,2 ▼          | 6,8                    |
| Svobodný stát           | 238 789          | 239 026          | 8,8                | 8,7                | -0,1 ▼          | 5,2                    |
| Gauteng                 | 1 768 041        | 1 913 884        | 18,8               | 15,6               | -3,2 ▼          | 41,7                   |
| KwaZulu-Natal           | 482 115          | 428 842          | 5,0                | 4,2                | -0,8 ▼          | 9,3                    |
| Limpopo                 | 132 420          | 139 359          | 2,7                | 2,6                | -0,1 ▼          | 3,0                    |
| Mpumalanga              | 197 079          | 303 595          | 5,9                | 7,5                | +1,6 ▲          | 6,6                    |
| Severozápadní provincie | 233 935          | 255 385          | 7,8                | 7,3                | -0,5 ▼          | 5,6                    |
| Severní Kapsko          | 102 519          | 81 246           | 10,3               | 7,1                | -3,2 ▼          | 1,8                    |
| Západní Kapsko          | 832 902          | 915 053          | 18,4               | 15,7               | -2,7 ▼          | 19,9                   |
| Celkem                  | 4 293 640        | 4 586 838        | 9,6                | 8,9                | -0,7 ▼          | 100,0                  |